# Азербайджано-уругвайские отношения
Азербайджано-уругвайские отношения — двусторонние отношения между Азербайджаном и Восточной Республикой Уругвай в политической, социально-экономической, культурной и иных сферах.

## Дипломатические отношения
10 февраля 2014 года открыто представительство Азербайджана в Монтевидео. Посольство Азербайджана в Аргентине одновременно является посольством Азербайджана в Уругвае.
Посольство Уругвая в Иране аккредитовано также в Азербайджане.
27 июля 2012 года в парламенте Уругвая создана группа дружбы Уругвай — Азербайджан .
В парламенте Азербайджана действует двусторонняя рабочая группа Азербайджан —Уругвай. Руководителем группы является Михаил Забелин.
В ноябре 2012 года произошёл дипломатический кризис между обеими странами, когда парламентская делегация Уругвая во время визита в Армению пересекла границу оккупированной Арменией территории Нагорного Карабаха. Опасаясь, что Уругвай признает Нагорный Карабах частью Армении; Азербайджан подал официальную жалобу на Уругвай, обвинив парламентскую делегацию в незаконном въезде в Азербайджан, чем она поставила под угрозу будущее мирное соглашение. Правительство Уругвая никогда официально не признавало оккупированную армянами территорию как часть Армении.
Уругвай поддержал меры Минской группы ОБСЕ, а также резолюции Совета Безопасности ООН, касающиеся Нагорно-Карабахского конфликта.
Между странами подписано 7 документов.
С февраля 2013 года между странами действует соглашение об освобождении от виз владельцев дипломатических, официальных, а также служебных паспортов.
В октябре 2015 года заключено соглашение о сотрудничестве в области культуры.
В мае 2019 года подписано соглашение о сотрудничестве в области экономики, торговли и техники.  

## Двусторонние визиты
27 июля 2012 года министр иностранных дел Азербайджана Эльмар Мамедъяров посетил Уругвай.
В январе 2013 года президент Азербайджана Ильхам Алиев принял официальную делегацию из Уругвая с целью улучшения отношений между двумя странами. В 2016 году правительство Уругвая выразило обеспокоенность по поводу эскалации насилия в Нагорном Карабахе.
В мае 2013 года президент Уругвая Луис Альберто Лакалье совершил визит в Азербайджан для участия в Южно-Кавказском форуме, прошедшем в Баку. 
В сентябре 2016 года делегация парламента Уругвая посетила Азербайджан для участия в V Бакинском международном гуманитарном форуме.
В октябре 2018 года председатель Палаты представителей Уругвая Хорхе Гандини посетил Азербайджан с визитом для участия в VI Бакинском международном гуманитарном форуме.
22 марта 2019 года министр иностранных дел Азербайджана Эльмар Мамедъяров вновь посетил Уругвай.
1-3 мая 2019 года министр иностранных дел Уругвая Родольфо Нин Новоа посетил Азербайджан для участия в V Всемирном форуме по межкультурному диалогу.
Более 20 членов парламента Уругвая посетили Азербайджан с визитами.

## В области экономики
С 2018 года Уругвай импортирует нефть из Азербайджана. В 2018 году Азербайджан стал одним из пяти крупнейших экспортеров нефти в Уругвай.
Осуществляется сотрудничество в различных областях: образование (обмен студентами), торговля, энергетика, сельское хозяйство, молочная индустрия, агропромышленный комплекс, транспорт, логистика, туризм.
В марте 2025 года Азербайджан импортировал из Уругвая 500 голов коров ангусской породы.

### Объём товарооборота
| Год  | Экспорт Азербайджана | Импорт Азербайджана | Сумма товарооборота |
| ---- | -------------------- | ------------------- | ------------------- |
| 2020 | 0                    | 0                   | 71,45               |
| 2021 | 0                    | 0                   | 117,68              |
| 2022 | 0                    | 10 198,39           | 10 198,39           |
| 2023 | 0                    | 6 823,64            | 6 823,64            |
| 2024 | 85 099,83            | 218,29              | 85 318,2            |

## В области культуры
В 2012 году между Дипломатической Академией Азербайджана и Артигаским Институтом дипломатической службы заключено соглашение о совместной деятельности.